# Deer Jet

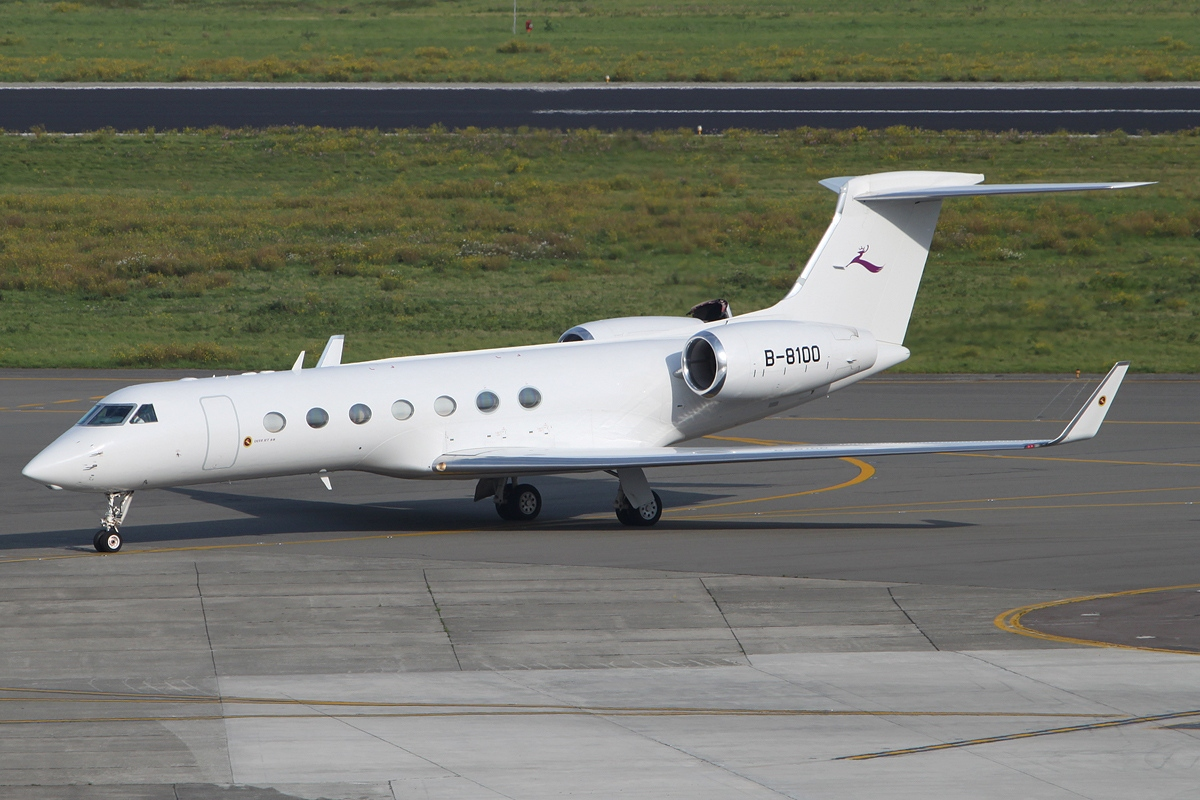
Gulfstream G550 van Deer Jet

Deer Jet is een Chinese luchtvaartmaatschappij met haar thuisbasis in Peking. De maatschappij heeft zich gespecialiseerd in chartervluchten en privéjets.
Deer Jet Air is in 1995 opgericht als onderdeel van Hainan Airlines. De maatschappij voerde zowel lijnvluchten als chartervluchten uit. In 2010 werden de lijnvluchten in een aparte maatschappij ondergebracht die verderging als Beijing Capital Airlines.
Tot de vloot behoren:
- Airbus ACJ319
- Boeing BBJ
- Dassault Falcon 7X
- Gulfstream IV
- Gulfstream V
- Gulfstream G200
- Gulfstream G450
- Gulfstream G550
- Raytheon Hawker 800
- Raytheon Hawker 850
- Raytheon Hawker 900